# Grada Kilomba

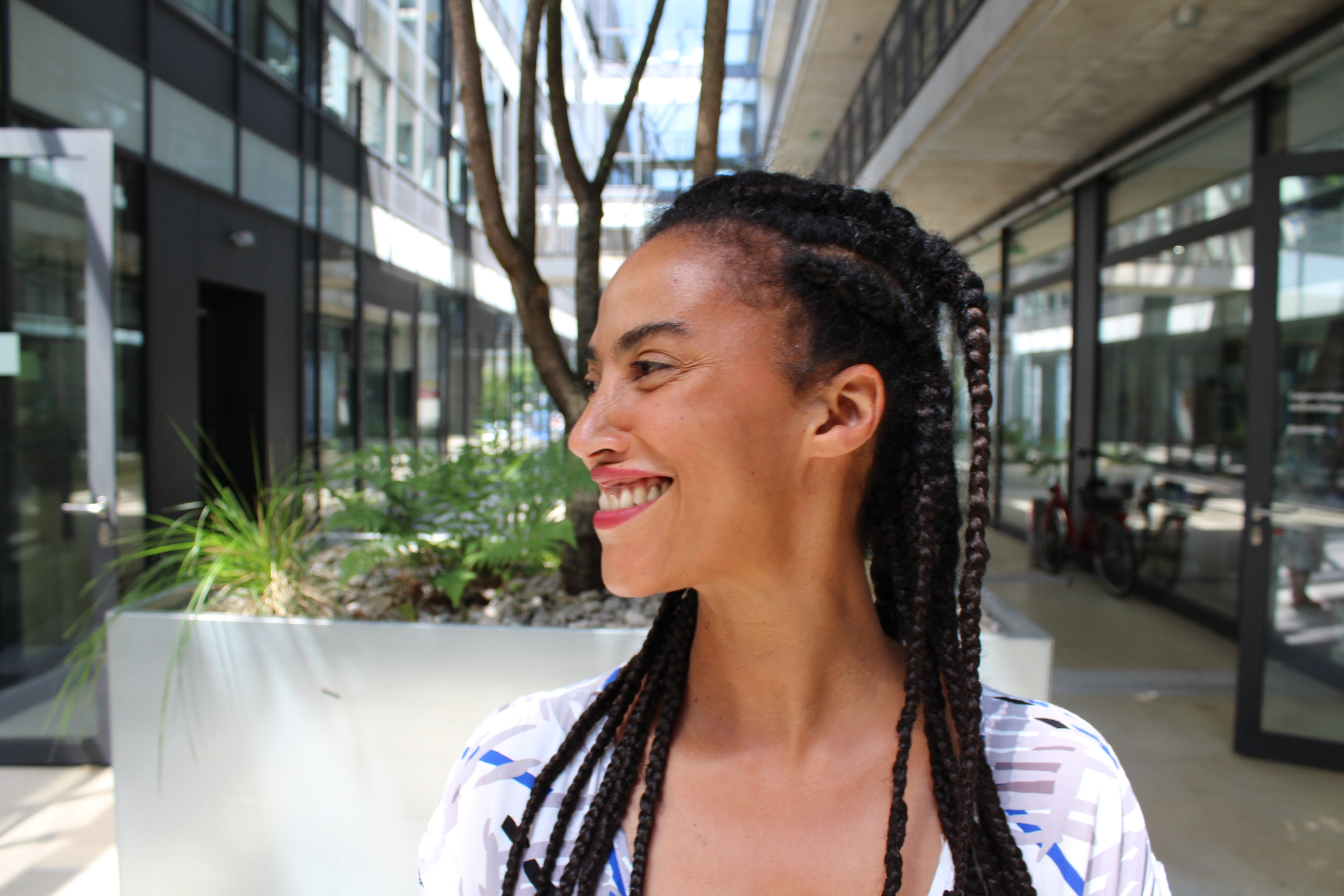
Grada Kilomba

Grada Kilomba (Lissabon, 1968) is een Portugese interdisciplinaire kunstenares en schrijfster die in haar werk kritisch onderzoek doet naar herinnering, trauma, gender, racisme en postkolonialisme. Ze gebruikt verschillende vormen om zich uit te drukken,  van tekst tot toneellezing en performance, en combineert academische en lyrische verhalen. In 2012 was ze gastprofessor genderstudies en postkoloniale studies aan de Humboldtuniversiteit te Berlijn.

## Leven
Grada Kilomba werd geboren in Lissabon en is van Afrikaanse afkomst (São Tomé e Príncipe en Angola). In Lissabon studeerde ze klinische psychologie en psychoanalyse aan het Instituto de Psicologia Aplicada (ISPA). Terwijl ze als psycholoog in Portugal werkte, werkte ze in de psychiatrie met door oorlog getraumatiseerde mensen uit Angola en Mozambique en initieerde ze verschillende artistieke en therapeutische projecten over trauma en geheugen. Grada Kilomba ontving een beurs van de Heinrich Böll Foundation om te promoveren, die ze in 2008 afsloot aan de Vrije Universiteit Berlijn, waar ze daarnaast werkte als gastdocent.
Van 2009 tot 2010 werkte ze aan het Berlin Institute for Cultural Inquiry. In de daaropvolgende jaren doceerde ze postkoloniale studies, psychoanalyse en het werk van Frantz Fanon aan verschillende universiteiten, waaronder de Vrije Universiteit van Berlijn, de Universiteit van Bielefeld en de Universiteit van Ghana in Accra. Ook was ze hoogleraar genderstudies en postkoloniale studies aan de Humboldt-universiteit in Berlijn. Daar deed ze onderzoek naar onder andere Afrikaanse diaspora en doceerde ze over dekoloniaal feminisme, dekolonisatiekennis en performerende kennis. Ze geeft lezingen in Europa en exposeert haar kunst in verschillende groeps- en solotentoonstellingen. 
Kilomba heeft kritiek geleverd over hoe vroege ervaringen met racisme in het postfascistische Portugal in de jaren zeventig en tachtig haar wereldbeeld hebben gevormd. In 2009 merkte het Duitse Bundeszentrale für politische Bildung op: "Haar literaire werk combineert postkoloniaal discours en lyrisch proza over de sporen van slavernij, kolonialisme en alledaags racisme".

## Werk

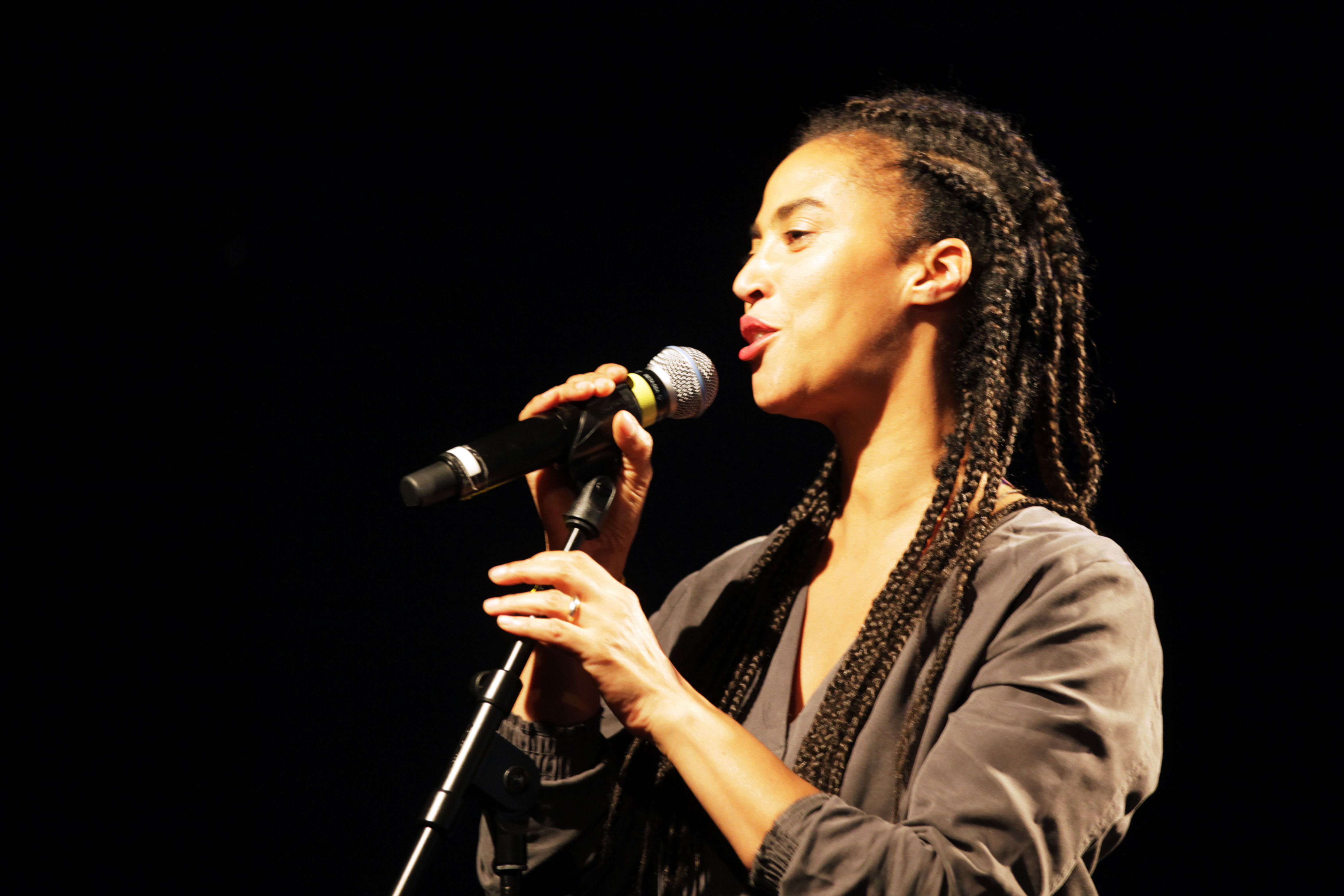
Grada Kilomba in "Kosmos", in het Gorki Theater (2016)

Grada Kilomba werd bekend door haar boek Plantation Memories, een verzameling alledaagse ervaringen van racisme in de vorm van psychoanalytische korte verhalen, die voor het eerst werden gepubliceerd in 2008 op het International Literature Festival in het Haus der Berliner Festspiele. Ze is co-auteur van Myths, Masks and Subjects (2005), een bloemlezing over kritisch witheidsonderzoek.
In 2013 werd Plantation Memories door Kilomba aangepast voor een toneellezing in het Ballhaus Naunynstraße in Berlijn. Het theater schreef over haar werk: "Met haar boek Plantation Memories – Episodes of Everyday Racism slaagt Grada Kilomba erin om de gevolgen van racistisch geweld en racistisch trauma te onthullen door haar beknopte en diepgaande taal." Een jaar later werd de geënsceneerde lezing getoond in het Haus der Berliner Festspiele.
In recente werken heeft Kilomba zich steeds meer beziggehouden met de performatieve enscenering van theoretische en politieke teksten, waaronder de film Conakry (2013) over de Afrikaanse vrijheidsstrijder Amílcar Cabral. De korte film is een project van Grada Kilomba, regisseur Filipa César en radioredacteur en activiste Diana McCarty. Conakry werd opgenomen in het Haus der Kulturen der Welt in Berlijn en werd vertoond bij Art Tatler International, het Theater Arsenal in Berlijn en het Fundação Calouste Gulbenkian in Lissabon.
Grada Kilomba ontwikkelt sinds 2015 het project Decolonizing Knowledge: Performing Knowledge. Kampnagel schrijft over haar bijbehorende lezing-voorstelling Decolonizing Knowledge: "In haar collegevoorstelling legt Grada Kilomba het geweld van klassieke kennisproductie bloot en vraagt: Wat wordt erkend als kennis? Van wie is die kennis? Wie wordt erkend om de kennis te hebben? En wie niet? Wie kan kennis aanleren? En wie niet?" Kilomba raakt deze koloniale wond aan door een hybride ruimte te openen waarin de grenzen tussen academische en artistieke taal vervagen en de structuren van kennis en macht transformeren." Decolonizing Knowledge werd getoond aan de Universiteit van Amsterdam, de Universiteit van Linköping (Zweden) en het Wener Secessionsgebouw. Het project gaat vergezeld van experimentele video's zoals While I Write (2015), waarin Grada Kilomba de functie van schrijven voor postkoloniale onderwerpen nagaat. While I Write ging in première in het Weense Secessionsgebouw in 2015.

## Publicaties
- Plantation Memories. Episodes of Everyday Racism,  Münster, 2010. ISBN 978-3-89771-485-4.
- Grada Kilomba-Ferreira: Die Farbe unseres Geschlechts. Gedanken über „Rasse“, Transgender und Marginalisierung. In: polymorph (Hrsg.): (K)ein Geschlecht oder viele? : Transgender in politischer Perspektive, Quer Verlag, Berlijn, 2002 ISBN 978-3-89656-084-1.
- Grada Kilomba-Ferreira: Die Kolonisierung des Selbst – der Platz des Schwarzen. In: Hito Steyerl/Encarnación Gutiérrez Rodríguez (Hrsg.): Spricht die Subalterne deutsch? Migration und postkoloniale Kritik, Unrast Verlag, Münster, 2003. ISBN 978-3-89771-425-0.
- Grada Kilomba-Ferreira: Don't You Call Me Neger! – Das N-Wort, Trauma und Rassismus. In: ADB & cyberNomads (Hrsg.): TheBlackBook. Deutschlands Häutungen. IKO Verlag, Frankfurt am Main & Londen, 2004. ISBN 978-3-88939-745-4.
- Grada Kilomba-Ferreira: Rewriting the Black Body. in: Gudrun Perko und Leah C. Czollek (Hrsg.) Lust am Denken: Queeres jenseits kultureller Verortungen. Papyrossa Verlag, Köln, 2004. ISBN 978-3-89438-294-0.
- Maureen Maisha Eggers, Grada Kilomba, Peggy Piesche und Susan Arndt (Hrsg.), Mythen, Masken und Subjekte – Kritische Weißseinsforschung in Deutschland. Unrast Verlag, Münster, 2005. ISBN 978-3-89771-440-3.
- Grada Kilomba: Who can speak? Decolonizing Knowledge. in: The Editorial Group for Writing Insurgent Genealogies (Hrsg.), Utopia of Alliances, Conditions of Impossibilities and the Vocabulary of Decoloniality, Löcker Verlag, Wenen, 2013. ISBN 978-3-85409-589-7.
- in: Corinne Kumar (Hg.), Asking, We Walk: The South As New Political Imaginary, Streelekha Publications, Bangalore, 2013. ISBN 81-904677-4-3.